# Fernando Prass
Fernando Büttenbender Prass (Porto Alegre, 9 de julho de 1978) é um ex-futebolista brasileiro que atuou como goleiro. Atualmente trabalha como comentarista esportivo pela TV Globo.
Sua trajetória no futebol teve início ainda na infância, quando já demonstrava paixão pelo esporte influenciado pelo avô, ex-zagueiro. Iniciou sua carreira nas categorias de base do Grêmio, onde percorreu todas as etapas formativas, e logo passou por empréstimos a clubes como Francana e Vila Nova; neste último, conquistou seu primeiro título profissional ao vencer o Campeonato Goiano de 2001. Em 2002, firmou-se no Coritiba, onde foi eleito melhor goleiro do Campeonato Paranaense em várias edições e ajudou o clube a se classificar para a Libertadores. Em 2005, transferiu-se para o União de Leiria, de Portugal, onde consolidou seu desempenho e foi eleito o melhor goleiro do Campeonato Português. Defendeu o clube europeu até o início de 2009, quando retornou para o Brasil para atuar pelo Vasco da Gama – onde se destacou ao conquistar o Campeonato Brasileiro da Série B de 2009 e a Copa do Brasil de 2011 – e posteriormente o Palmeiras,  onde passou a maior parte de sua carreira e contribuiu para títulos importantes como a Copa do Brasil de 2015, além de ganhar reconhecimento por suas defesas decisivas em cobranças de pênaltis. No final de 2019, transferiu-se para o que viria ser seu último clube profissional, o Ceará; Prass se aposentou no início de 2021, aos 42 anos de idade.
Em nível nacional, embora nunca tenha sido convocado para a Seleção Brasileira principal, chegou a ser convocado em 2016 para a Seleção Olímpica como um dos três atletas acima dos 23 anos para a disputa dos Jogos Olímpicos daquele ano, mas foi cortado após sofrer uma fratura no cotovelo.
Fora dos gramados, Prass ingressou na esfera acadêmica e profissional, graduando-se em Administração e atuando como comentarista esportivo em redes de mídia como TNT Sports, ESPN Brasil e SporTV, além de se envolver em projetos de melhoria das condições para os profissionais do futebol com o Bom Senso FC.

## Infância e juventude
Fernando Büttenbender Prass nasceu no dia 9 de julho de 1978, em Porto Alegre, capital do estado do Rio Grande do Sul, filho mais velho de Arthur e Sandra Prass, e irmão de Ana Paula Prass; a família é natural de Viamão, que fica a vinte quilômetros da capital gaúcha. Desde criança mostrou paixão por esportes, principalmente o futebol, sendo influenciado por seu avô, Valdomiro, que atuava como zagueiro no extinto clube Grêmio Esportivo Renner. O primeiro time que Fernando jogou foi a Associação Atlética Independente, time criado pelo seu pai, Arthur, em parceria com vizinhos; começou jogando na linha, mas, após boas atuações no gol, passou a atuar como goleiro.
Em 1991, após destacar-se por um campeonato local, Fernando foi convidado para treinar nas categorias de base do Grêmio. Permaneceu até 1994, sendo dispensado pela alta concorrência de goleiros. No mesmo ano, jogou pela equipe da ESEF (Escola Superior de Educação Física), da UFRGS, que reunía atletas dispensados pela dupla Gre-Nal. Após se destacar, acabou retornando às categorias de base do Grêmio.

## Carreira

### Grêmio e empréstimos
Fernando passou por todas as categorias de base do tricolor gaúcho até ser promovido ao time profissional em 1999; no entanto, não chegou a atuar pela equipe principal devido à forte concorrência. Em busca de tempo de jogo, no início de 2000, transferiu-se por empréstimo para a Francana, para a disputa da Série A2 do Campeonato Paulista; disputou 21 partidas nesse período. Em uma entrevista em 2021, o goleiro comentou que o período no clube paulista "serviu como amadurecimento como jogador (...) e para dar o pontapé inicial na [sua] carreira", e que os motivos de sua saída foram o calendário esportivo sem muitos jogos e as dificuldades financeiras enfrentadas pelo time de Franca.
Seis meses depois, foi novamente emprestado, desta vez para o Vila Nova, de Goiás, após indicação do ex-futebolista uruguaio Sérgio Ramirez, que o observou atuando pela Francana enquanto comandava o Santo André. Inicialmente incluído em uma lista de dispensa de jogadores, Fernando ganhou uma oportunidade quando o goleiro titular do Vila Nova, Cássio Luiz, ficou de fora de um jogo. Após uma boa atuação, conquistou a titularidade no Vila Nova. Pela equipe goiana, venceu seu primeiro título como titular profissional ao conquistar o Campeonato Goiano de 2001; o Colorado não vencia o torneio havia seis anos. Em meados de 2001, com o clube enfrentando sérias dificuldades financeiras, Fernando optou por rescindir seu contrato. Ao todo, disputou 74 partidas pelo Vila Nova.

### Coritiba

O Estádio Couto Pereira, em Curitiba, foi onde Fernando Prass jogou boa parte do início da sua carreira.

No início de 2002, Fernando foi novamente emprestado, desta vez para o Coritiba, que buscava reforços para o gol em meio a uma reformulação; o contrato era válido por um ano. Mais uma vez, Sérgio Ramirez — então diretor de futebol do clube — indicou o jogador. Contratado como terceira opção, atrás do sérvio Nikola Damjanac e do compatriota Wellerson, assumiu a titularidade após seus concorrentes não se firmarem. Durante o ano de 2002, Fernando foi eleito o melhor goleiro do Campeonato Paranaense, prêmio que também recebeu em 2003 e 2004, conquistando o bicampeonato nas duas últimas edições. No final do ano, rescindiu seu contrato com o Grêmio e assinou em definitivo com o clube paranaense.
Pelo Campeonato Brasileiro de 2003, fez parte da equipe que levou o Coxa à quinta posição no campeonato, suficiente para classificá-la para a Libertadores da América do ano seguinte, fato que não ocorria havia dezoito anos. Começou a temporada de 2004 com cem jogos completos pelo Coritiba. Durante o ano, manteve-se como titular e renovou seu contrato com o time paranaense em dezembro.
Em junho de 2005, após quatro anos atuando pelo Coritiba, e embora tivesse chegado a receber uma sondagem do Vitória de Guimarães, de Portugal, Fernando foi vendido para o União de Leiria, também do país luso. Ao todo, disputou 186 partidas pelo Coritiba, onde se tornou um dos ídolos do clube.

### União de Leiria
Segundo o diário português Jornal de Notícias, o então presidente do Leiria, João Bartolomeu, confirmou a contratação de Fernando por quatro temporadas, com o clube desembolsando 550 mil euros (cerca de dois milhões de reais na época, e mais de cinco milhões corrigidos para 2024) pela transferência. Contratado para substituir o também brasileiro Helton, que se transferira para o Porto, Fernando estreou em 11 de setembro, na terceira rodada da Primeira Liga, contra o Marítimo. A partida, disputada no Estádio Dr. Magalhães Pessoa, terminou sem gols. Na primeira temporada, atuou pouco, sendo reserva de Costinha e disputando apenas nove partidas sob o comando de Jorge Jesus, então treinador da equipe.
Na temporada 2006–07, com as chegadas dos técnicos Domingos Paciência, e, depois, Paulo Duarte, Fernando conquistou a titularidade do time. Durante a temporada, segundo o diário esportivo português Record, chegou a ser sondado pelo Porto para uma possível transferência. Ao fim da temporada, foi eleito o melhor goleiro do Campeonato Português e ajudou a equipe a terminá-lo em sétimo lugar, classificando-se para a Copa da UEFA da temporada seguinte. Na competição, o Leiria foi eliminado pelo Bayer Leverkusen, da Alemanha; entretanto, Fernando protagonizou boas atuações e chegou a receber uma proposta do Eintracht Frankfurt, também do país germânico, mas as conversas não evoluíram. Na temporada 2007–08, apesar do rebaixamento do Leiria no Campeonato Português, Fernando foi elogiado pela imprensa local por seu desempenho.
Em novembro de 2008, insatisfeito com a falta de competitividade, Fernando manifestou ao seu assessor, Adriano Rattmann, o desejo de voltar a jogar no Brasil. O Vasco da Gama foi o destino escolhido, após contato com o técnico Dorival Júnior, que aprovou sua contratação. No total, disputou 96 partidas pelo União de Leiria. Em 2021, no podcast Podpah, Fernando relembrou sua passagem pelo União de Leiria e comentou sobre os motivos de querer retornar à sua terra natal. Apesar de elogiar a qualidade de vida em Portugal, criticou o baixo apelo do futebol em Leiria, com estádios vazios e pouco entusiasmo da torcida. Além disso, o calendário de jogos era pouco exigente, sem a intensidade que buscava para sua carreira.

### Vasco da Gama

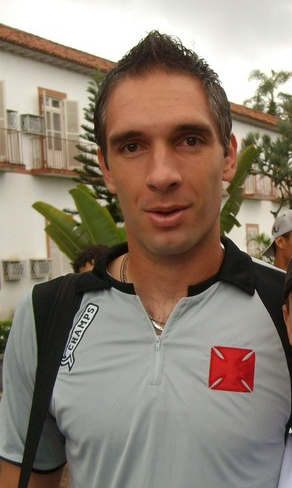
Prass, com o Vasco, em 2009

Em janeiro de 2009, Fernando foi contratado e apresentado pelo Vasco; o atleta assinou um contrato válido até o fim de 2010 e recebeu a camisa de número um. Como já havia um "Fernando" no elenco vascaíno (o zagueiro Fernando Santos), adotou o sobrenome paterno, chamando-se "Fernando Prass". Sobre o porquê de ter aceitado a proposta do clube carioca, comentou: "O projeto para voltar à Primeira Divisão foi o que mais me motivou. (...) O Vasco tem tudo para ter um excelente ano e voltar a conquistar títulos importantes." Segundo portais brasileiros como ge e Lance!, sua contratação foi considerada uma "aposta" e que havia "desconfiança" graças à má reputação de goleiros anteriores do Vasco. Sua estreia pelo time cruzmaltino foi em maio, em um amistoso contra o Santa Cruz; o goleiro entrou no segundo tempo e o Vasco venceu por 3–2. A princípio, foi reserva de Tiago no time carioca, mas após esse sofrer uma lesão no joelho, assumiu a posição de goleiro titular. Durante a temporada, Prass foi um dos jogadores que mais realizou jogos; contribuiu para o acesso do Vasco de volta para a primeira divisão ao conquistar o Campeonato Brasileiro da Série B.
Pela temporada de 2010, em outubro, completou cem jogos pelo clube; na mesma semana, estendeu seu contrato até o final de 2013. Após renovar, comentou sobre seu futuro no clube carioca: "Era a minha vontade e da minha família (...) Penso em encerrar a carreira pelo Vasco. Aqui tenho tudo que preciso." No ano seguinte, foi campeão da Copa do Brasil com o Vasco, sendo o capitão da conquista inédita da equipe. Destacou-se no Campeonato Brasileiro, onde foi vice-campeão e foi eleito o melhor goleiro do Brasil ao vencer a Bola de Prata, prêmio concedido pela revista Placar em conjunto com o canal ESPN.
Em janeiro de 2012, Prass teve uma sequência de 135 jogos consecutivos com a camisa do Vasco interrompida após uma lesão; é o segundo jogador com mais partidas seguidas na história do futebol brasileiro (apenas atrás de Wladimir, que jogou 165 jogos seguidos com o Corinthians). Em março do mesmo ano, completou duzentos jogos com a camisa do Vasco. No fim do ano, em dezembro, insatisfeito com o atraso de salários, rescindiu seu contrato com o time carioca. Prass disputou ao todo 248 partidas pelo Vasco; foi o jogador com o maior número de jogos pelo clube no século XXI, até ser superado pelo meia Yago Pikachu em 2021.

### Palmeiras
Embora houvesse interesses de ambos Grêmio e Coritiba em repatriá-lo, em 11 de dezembro de 2012, Prass foi confirmado como novo reforço do Palmeiras para a temporada de 2013. No contrato havia uma cláusula de confidencialidade entre as partes não revelando detalhes da negociação, mas o portal ge e o jornal esportivo Lance!, ambos da imprensa brasileira, afirmaram que o goleiro havia assinado um contrato válido até o fim de 2015. Na sua apresentação, dois dias depois, recebeu a camisa de número 25. Fez sua estreia em 20 de janeiro de 2013, em partida válida pelo Campeonato Paulista, contra o Bragantino, que terminou empatada pelo placar de 0–0. Durante a temporada, Prass foi o goleiro titular, ajudando a equipe a conquistar o título do Campeonato Brasileiro da Série B, que recolocou o time na primeira divisão nacional; participou da maioria dos jogos da equipe no ano, apesar de ter ficado fora de ação entre abril e julho, devido a uma lesão no ombro.
Em abril de 2014, ano de centenário do clube palmeirense, Prass foi eleito o melhor goleiro do Campeonato Paulista e integrou a seleção do campeonato. No mês seguinte, em partida válida pelo Campeonato Brasileiro diante do Flamengo, sofreu uma nova lesão, desta vez no cotovelo direito. Voltou ao time apenas em outubro, após duas cirurgias realizadas. Quando retornou, o time estava nas últimas posições do campeonato, perto da zona de rebaixamento; entretanto, o desempenho defensivo do time melhorou após sua volta, e o Palmeiras eventualmente conseguiu escapar do descenso.

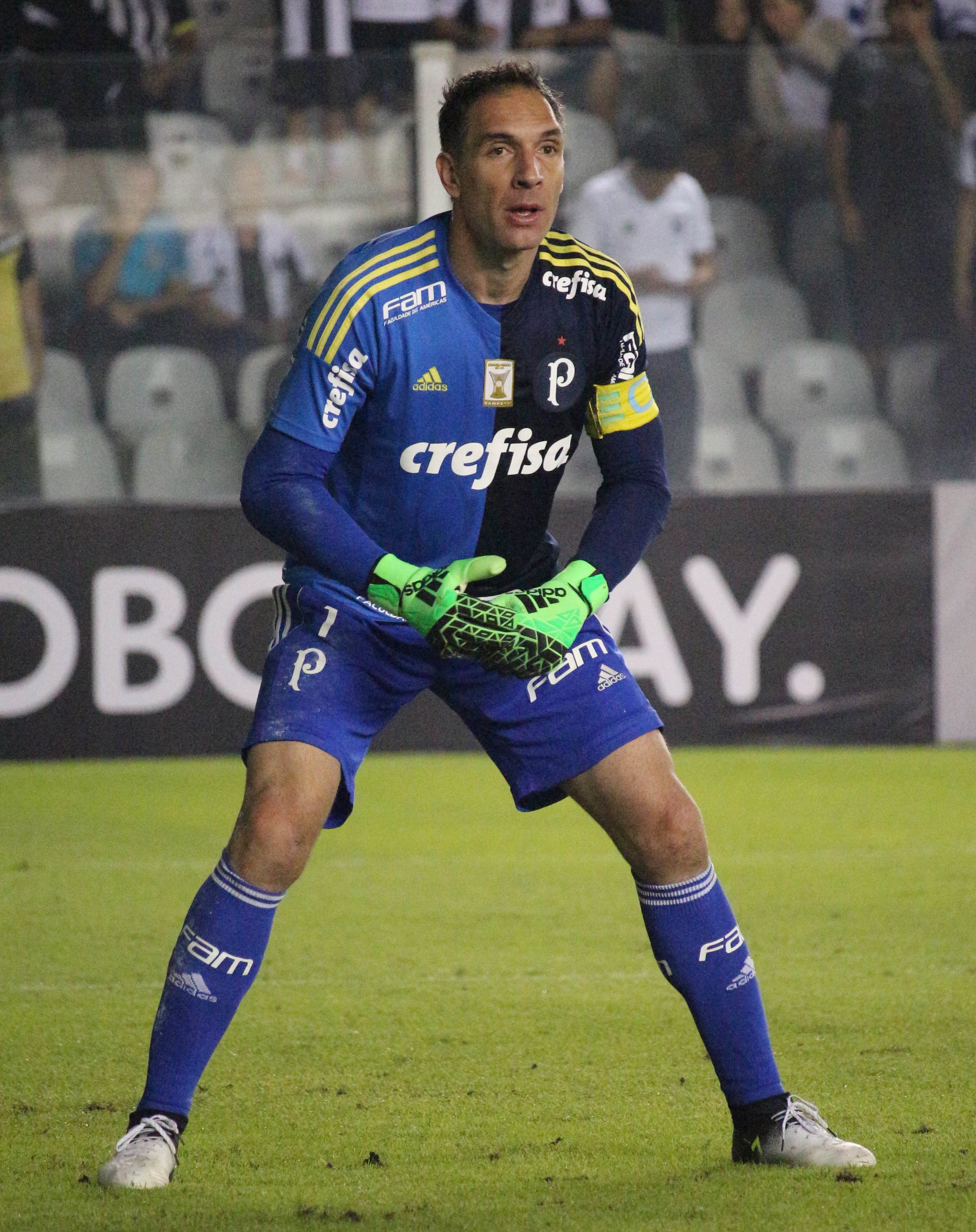
Prass, com o Palmeiras, em 2017.

Em 2015, após a fraca campanha na temporada anterior, a diretoria do Palmeiras realizou uma reformulação no elenco, e Prass foi um dos poucos jogadores que permaneceram no clube. Além disso, assumiu a camisa de número um do clube após a saída de Bruno. Em março, completou cem jogos pelo clube. Em abril, em jogo contra o Corinthians, válido pela semifinal do Campeonato Paulista, na Neo Química Arena, após empate por 2–2 no tempo regulamentar, Prass fez duas defesas na disputa por pênaltis e ajudou a classificar o Palmeiras para a final do campeonato. Ao término do torneio, foi eleito pelo segundo ano seguido como o melhor goleiro e incluso na seleção da competição. Em setembro, renovou seu contrato com o clube por mais dois anos; o vínculo assinado tinha validade até o fim de 2017. Durante o ano, Prass foi fundamental na campanha vitoriosa que culminou no título da Copa do Brasil; na partida de volta da final contra o Santos, o duelo foi para os pênaltis e o goleiro se destacou, defendendo uma cobrança e convertendo a sua própria, que garantiu o título.
Pela temporada de 2016, em abril, em partida contra o Corinthians, válida pela primeira fase do Campeonato Paulista, no estádio do Pacaembu, Prass novamente defendeu um pênalti contra o arquirrival (o décimo pelo Palmeiras) numa partida que terminou com vitória palestrina por 1–0. O triunfo representou a quebra de um tabu no Dérbi Paulista: o alviverde não vencia o alvinegro no Pacaembu havia vinte anos. Em julho, foi convocado para a Seleção Olímpica como um dos três atletas acima dos 23 anos para a disputa dos Jogos Olímpicos de 2016, mas acabou sendo cortado devido a uma nova lesão no cotovelo. Prass retornou aos gramados apenas em novembro, na 37ª rodada, exatamente no jogo em que o Palmeiras conquistou o Campeonato Brasileiro daquele ano, contra a Chapecoense, onde substituiu Jailson nos últimos minutos.
Em fevereiro de 2017, completou duzentos jogos pelo Palmeiras. Embora tenha mantido a titularidade no início do ano, perdeu a vaga para Jailson no segundo semestre devido à sua queda de rendimento; apesar disso, em dezembro, estendeu seu contrato com o Palmeiras por mais um ano, até o fim de 2018. Nesse ano, jogou poucas partidas, participando de um rodízio de goleiros implantado pelo então técnico do Palmeiras no primeiro semestre, Roger Machado, e posteriormente, sendo relegado à reserva de Weverton sob o comando de Luiz Felipe Scolari; não obstante, em novembro, novamente renovou com o clube palestrino por mais uma temporada. Em 2019, Prass seguiu na reserva e participou de poucos jogos. Em dezembro, anunciou sua saída do Palmeiras pelo Twitter após não ter seu contrato renovado. O jogador recebeu uma homenagem do clube em uma coletiva de despedida. Prass realizou, no total, 274 partidas pelo clube; é o nono goleiro que mais vezes jogou com a camisa do alviverde.

### Ceará e aposentadoria
Em 8 de janeiro de 2020, assinou contrato de um ano com o Ceará. Foi apresentado oficialmente no dia 16 de janeiro e recebeu a camisa de número um. Citou a transferência para o clube nordestino como um "novo desafio" e que, apesar de sua idade (41 anos, na época), tinha "saúde e disposição" para "marcar o [seu] nome" no clube. Estreou dias depois, contra o Freipaulistano, em partida válida pela Copa do Nordeste. Pela competição, foi campeão pelo alvinegro cearense e foi eleito o melhor goleiro do campeonato. Em fevereiro de 2021, anunciou que se aposentaria do futebol aos 42 anos, após o último jogo do Ceará na temporada. Esta partida foi contra o Botafogo, no dia 26 de fevereiro, pela última rodada do Campeonato Brasileiro, onde o time cearense venceu, no Castelão, por 2–1; Prass recebeu uma homenagem dos companheiros de elenco antes da partida. Disputou 52 jogos pelo clube.

## Seleção Brasileira

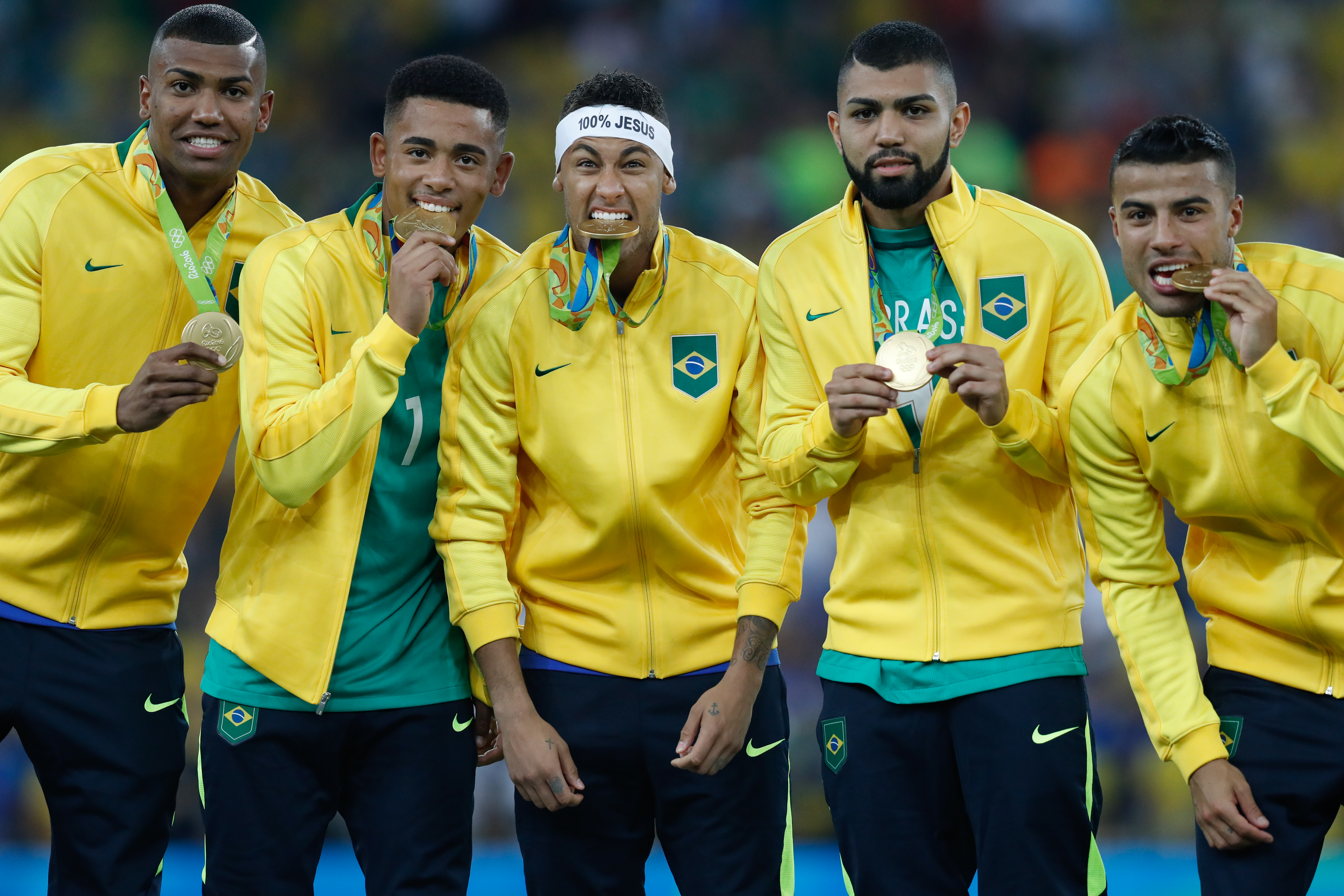
Jogadores brasileiros recebendo a medalha de ouro nas Olimpíadas de 2016. Gabriel Jesus (segundo da esq. pra dir.) e Gabigol (quarto) foram alguns dos jogadores que homenagearam Prass após a conquista.

Prass nunca chegou a ser convocado para a Seleção Brasileira principal, mas, em 2016, foi convocado pelo técnico Rogério Micale para a Seleção Olímpica como um dos três atletas acima dos 23 anos para a disputa dos Jogos Olímpicos daquele ano; foi o jogador mais velho convocado na história da equipe olímpica nacional. Entretanto, foi cortado da delegação após sofrer uma fratura no cotovelo direito, o mesmo que sofrera intervenção cirúrgica em 2014. Apesar disso, o Brasil conquistou a medalha de ouro após vencer a Alemanha na final; na cerimônia de premiação, jogadores do elenco como Gabriel Jesus, Neymar, Rodrigo Caio, Rafinha Alcântara e Gabigol exibiram uma camisa com o nome do goleiro e o número um. Em outubro, dois meses após o fim dos Jogos, Prass recebeu uma réplica da medalha de ouro; o presente foi dado no programa Esporte Espetacular, da TV Globo.
Em 2017, em entrevista ao programa Esporte Interativo, o ex-goleiro e ex-treinador da Seleção Brasileira Emerson Leão comentou que um goleiro experiente como Fernando Prass deveria ser convocado para a Seleção Brasileira principal para auxiliar no desenvolvimento de um goleiro mais jovem, destacando a necessidade de confiança do treinador e a liderança que um jogador veterano pudesse oferecer.

## Estilo de jogo
Durante sua estadia no Palmeiras, Fernando Prass ganhou reputação por ser decisivo em defesas de cobranças de pênalti; pelo clube palestrino, defendeu um total de quinze. Em uma entrevista em 2024, o goleiro explicou que uma de suas principais táticas era de tirar a atenção do batedor:
É um jogo mental. Se eu deixar o cara botar a bola na marca do pênalti, contar os passos, respirar, lembrar do treino, mentalizar (…) a chance dele fazer [o gol] é muito grande. (...) Então, você precisa fazer alguma coisa para tentar tirar o pensamento do cara na passada, no pé de apoio, na referência que ele tem da bola, do gol. E eu fazia isso depois que o cara corria para a bola, porque se fizer antes, ele espera você parar e consegue organizar o pensamento. Agora, se você faz quando ele está correndo para a bola, não da mais para refugar (...) só nisso ele já parou de contar as passadas, parou de mentalizar o gol, parou de tentar perceber algum movimento meu. Então, é uma maneira de tentar tirar o foco.

## Fora dos gramados

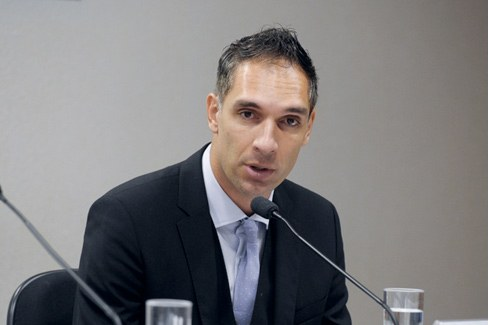
Prass, em 2014

### Vida pessoal
Fernando Prass é casado desde 2006 com a advogada Letícia Prass, amiga da sua irmã Ana Paula; o casal tem dois filhos. Torcedor do Grêmio na infância, tem, entre seus ídolos no futebol, Cláudio Taffarel, ex-goleiro do Internacional e da Seleção Brasileira, e Danrlei, ex-goleiro do tricolor gaúcho. Tratando de figuras fora do futebol, é admirador também do revolucionário Che Guevara.
No início da sua carreira, chegou a cursar dois anos de Educação Física, mas precisou abandonar os estudos para focar no futebol. Após ter se aposentado, descartou virar treinador, preferindo fazer cursos de gestão esportiva; formou-se em Administração pela Faculdade das Américas (FAM) em 2022. Em dezembro de 2021, chegou a ser cogitado para assumir o cargo de coordenador técnico do Vasco, mas nenhuma proposta foi feita pelo cruzmaltino. Prass chegou a receber propostas do Ceará e do América Mineiro, mas recusou ambas devido motivos familiares.
Em abril de 2016, Prass recebeu o título de cidadão paulistano. Durante a pandemia de covid-19, o goleiro ofereceu a sua página no Instagram para divulgar estabelecimentos de pequenos empresários localizados em São Paulo, Rio de Janeiro e Ceará.
Prass foi um dos fundadores e líderes do Bom Senso F.C., movimento que reivindicava melhor estrutura e melhores condições para os profissionais de futebol no Brasil.

### Carreira como comentarista
Em janeiro de 2022, Prass foi contratado pela TNT Sports para ser comentarista do Campeonato Paulista daquele ano. Meses depois, em agosto, foi contratado pela ESPN Brasil para ser comentarista em transmissões de jogos e programas de futebol; um ano depois, teve seu contrato renovado até o segundo semestre de 2025. Em novembro de 2024, foi noticiado que Prass havia deixado a ESPN e assinado contrato com a Rede Globo, para trabalhar no canal esportivo SporTV.

## Títulos
Grêmio
- Campeonato Gaúcho: 1999[162]
- Copa Sul: 1999[162]

Vila Nova
- Campeonato Goiano: 2001[162]

Coritiba
- Campeonato Paranaense: 2003 e 2004[162]

Vasco da Gama
- Campeonato Brasileiro - Série B: 2009[162]
- Copa da Hora: 2010[163]
- Copa do Brasil: 2011[162]

Palmeiras
- Campeonato Brasileiro - Série B: 2013[162]
- Copa do Brasil: 2015[162]
- Campeonato Brasileiro: 2016 e 2018[162]

Ceará
- Copa do Nordeste: 2020[131]

### Prêmios individuais
- Goleiro menos vazado do Campeonato Goiano: 2001[162]
- Goleiro menos vazado do Campeonato Paranaense: 2002, 2003 e 2004[162]
- Melhor goleiro do primeiro turno da temporada 2006–07 do Campeonato Português no ranking do jornal A Bola[162]
- Melhor jogador do União de Leiria na temporada 2006–07 pelo blog oficial do clube[162]
- Goleiro menos vazado da Série B: 2009[162]
- Bola de Prata da revista Placar de melhor goleiro do Campeonato Brasileiro Série A: 2011[162]
- Melhor goleiro do Brasileirão de 2011 pelos eleitores do jornal esportivo Lance![162]
- Seleção do Campeonato Paulista: 2014 e 2015[107][162]
- Melhor goleiro da Copa do Brasil: 2015[162]
- Melhor jogador da final da Copa do Brasil: 2015[162][164]

### Livros
- Kampff, Andrei (2017). #prass38. São Paulo: Panda Books. ISBN 978-85-7888-646-2

### Revistas
- «Guia Brasileirão 2019 - Séries A / B». Placar. Abril. Maio de 2019. Consultado em 11 de janeiro de 2022. Cópia arquivada em 28 de fevereiro de 2023

### Entrevistas
- Igor Cavalari (Igão) e Thiago Marques (Mítico) (18 de maio de 2021). «FERNANDO PRASS - Podpah #122». Podpah (Podcast). YouTube. Consultado em 26 de maio de 2024
- «Entrevista Goleiro Fernando Prass». Site Esporte Goiano (entrevista). Ildeu Iussef. 16 de maio de 2020. Consultado em 26 de maio de 2024
- Milton Neves (21 de outubro de 2021). «Entrevista com o goleiro do Ceará , Fernando Prass.». Terceiro Tempo (entrevista). YouTube. Consultado em 7 de junho de 2024
- «O MAIS NOVO FORMANDO DA FAM: FERNANDO PRASS | PARTE 1». FAM (entrevista). YouTube. 26 de outubro de 2022. Consultado em 8 de junho de 2024
- Benjamin Back (26 de março de 2024). «FERNANDO PRASS | BENJA ME MUCHO #069». Benja Me Mucho (entrevista). YouTube. Consultado em 15 de junho de 2024
- Luiz Carlos Junior e Rudy Landucci (27 de outubro de 2023). «FERNANDO PRASS | PALMEIRAS CAST #49». TV Palmeiras/FAM (entrevista). YouTube. Consultado em 21 de agosto de 2024
- Bruno Cantarelli e Beto Junior (19 de dezembro de 2023). «CHARLA #320 - Fernando Prass [Ex-jogador]». Charla Podcast (entrevista). YouTube. Consultado em 3 de outubro de 2024
- Gabriel Amorim e Eun Kim (28 de março de 2024). «FERNANDO PRASS E EDU DE MENESES - PODPORCO #130». PodPorco (entrevista). YouTube. Consultado em 26 de dezembro de 2024
- «Fernando Prass começou como profissional na Francana: 'Foi onde eu dei o pontapé inicial'». Portal GCN (entrevista). YouTube. 14 de março de 2021. Consultado em 1 de março de 2025
- «Dia do goleiro - Fernando Prass - Exclusivo». PUC TV Esportes (entrevista). YouTube. 26 de abril de 2020. Consultado em 1 de março de 2025
- Ricardo Honorio (14 de novembro de 2024). «BATE-PAPO COM FERNANDO PRASS - LIVE ESPECIAL». Coxanautas (entrevista). YouTube. Consultado em 1 de março de 2025
- Elvis Cezar (14 de novembro de 2024). «BRASIL QUE FAZ na BAND - ELVIS CEZAR entrevista Fernando Prass». Band (entrevista). YouTube. Consultado em 1 de março de 2025
- Duda Garbi (16 de junho de 2022). «UM ASSADO PARA... FERNANDO PRASS | #70». Duda Garbi (entrevista). YouTube. Consultado em 4 de março de 2025